# Flyghud

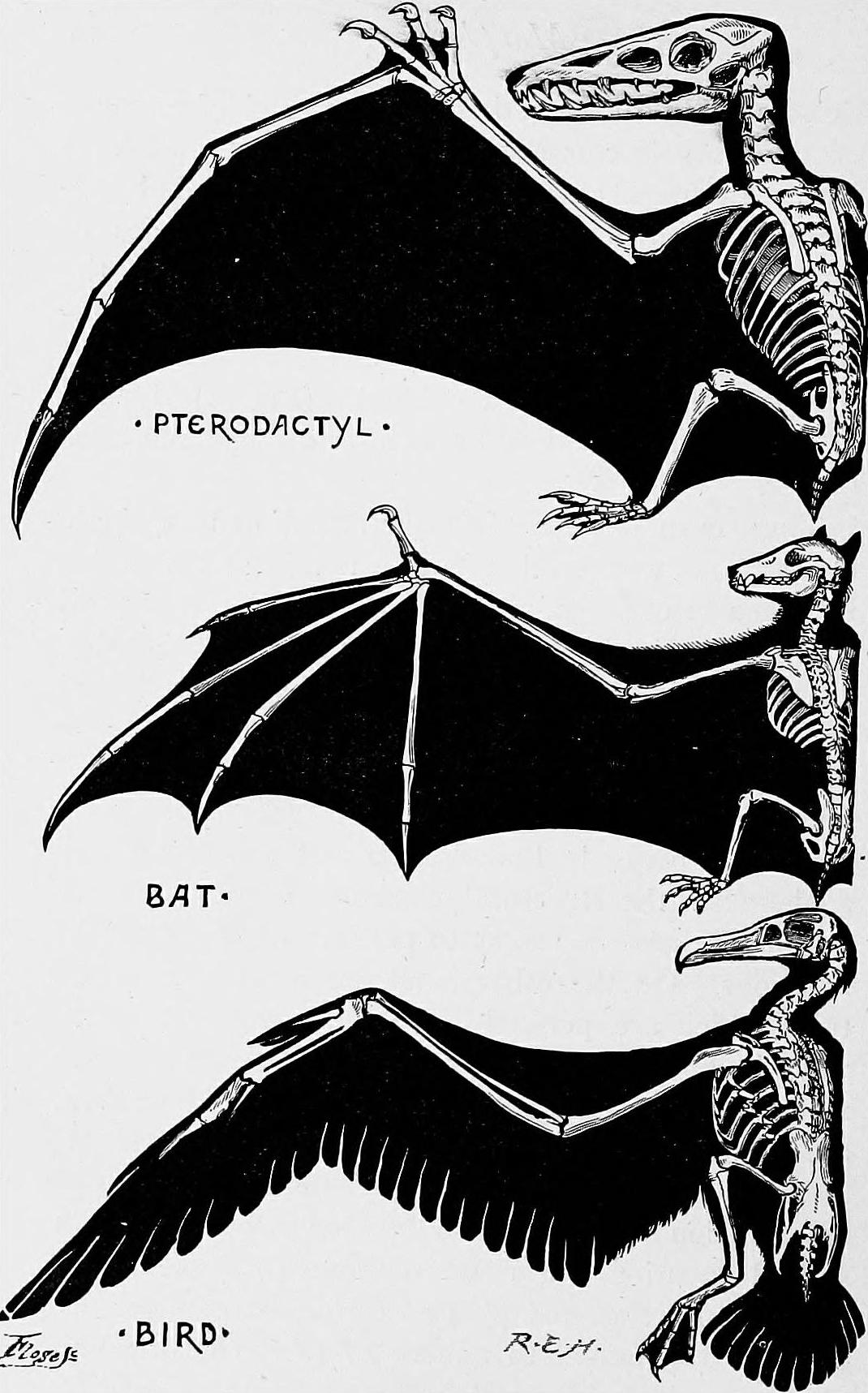
(1) Flygödla (2) Fladdermus (3) Fågel

Flyghud (Patagium), också kallat flyg- eller glidmembran är hudveck på kroppen som förekommer hos vissa ryggradsdjur som på olika sätt kan flyga. Det förekommer hos däggdjur, kräldjur, groddjur och fåglar. 
Vingmembran har utvecklats hos fem ryggradsdjursklasser. Riktiga vingar av flyghud, vilket är förutsättningen för aktiv flykt har bara utvecklats hos fladdermössen (Chiroptera) och hos de utdöda flygödlorna (Pterosauria). Hos alla andra fungerar flygmembranet för att underlätta olika former av glidflykt, exempelvis för att förlänga ett hopp mellan två träd. Konstruktionen av flygmembranet och dess placering på kroppen varierar beroende på djurgrupp. Flyghuden kan vara naken, pälsklädd eller, som hos fåglarna, befjädrad.

## Däggdjur
| T.v Läderlapp av arten Corynorhinus townsendii.T.h En pälsfladdrare.  |  | T.v Läderlapp av arten Corynorhinus townsendii.T.h En pälsfladdrare. |
| T.v Läderlapp av arten Corynorhinus townsendii. T.h En pälsfladdrare. |  |                                                                      |

Hos däggdjur finns det fyra områden där flygmembran utvecklats på kroppen.
- Propatagium - sträcker sig mellan nacken och långfingret.
- Dactylopatagium - membranen som förekommer mellan fingrarna. Hos fladdermöss kallas dessa för Chiropatagium.
- Plagiopatagium - membranet som sträcker sig mellan lillfingret och bakbenet.
- Uropatagium - membranet som sträcker sig mellan skrevet och bakbenen.

Dessa flygmembran förekommer i olika kombinationer. Exempelvis har Pälsfladdrare (Dermoptera) och flygekorrar (Pteromyinae) Pro-, Plagio- och Uropatagium, taggsvansekorrar (Anomaluridae) har Plagio- och Uropatagium och flygpungekorrar (Petauridae) har Plagiopatagium.
Fladdermöss (Chiroptera) är den enda idag levande djurgrupp som har fullt utvecklade vingar av flyghud. Flyghuden är mycket elastisk och tunn och på ytan finns känselreceptorer som kallas Merkelceller.

## Fåglar
Hos fåglar utgör Patagium bara en liten del av flygytan. Det är en tålig elastisk vävnad som sitter mellan bröstkorgen och armbågen och en annan som sträcker sig från axelpartiet (övre delen av överarmsbenet) till karpalbenet. Fåglar har även postpatagium vilket är en sorts bindvävnad som omsluter och stödjer alla vingpennornas spolar. Denna vävnad är orsaken till mycket av den elastiska styrka som finns i vingen men håller även vingpennorna riktade och binder dem till skelettet.

## Kräldjur
| T.v Flygdrake av arten Draco volans.T.h Kinesisk flyggroda (Polypedates dennysi).  |  | T.v Flygdrake av arten Draco volans.T.h Kinesisk flyggroda (Polypedates dennysi). |
| T.v Flygdrake av arten Draco volans. T.h Kinesisk flyggroda (Polypedates dennysi). |  |                                                                                   |

Hos flygödlor (Pterosauria) delas flygmembranet upp i tre områden:
- Propatagium - sträcker sig mellan axeln och handleden
- Brachiopatagium - sträcker sig mellan det förlängda fjärde fingret till bakbenen
- Uropatagium eller cruropatagium - sträcker sig mellan bakbenen och var olika stort beroende på om den även omfattade stjärten.

Ett flertal idag levande kräldjur har flygmembran, bland andra flygdrakar (Draco) och ett antal geckoödlor. Flygdrakarna är speciella då flyghuden är uppspänd med hjälp av specifika avlånga ribbor. När de spänner ut dessa ribbor bildas en halvcirkelformat segel på bägge sidor om kroppen, vilket kan vikas ihop intill kroppen som en solfjäder.

## Groddjur
Glidmebran förekommer mellan tårna på vissa arter av hos lövgrodor (Hylidae) och vissa arter av trädgrodor (Rhacophoridae), exempelvis hos Wallaces flyggroda (Rhacophorus nigropalmatus).